# Elaphrothrips parallelus
Elaphrothrips parallelus är en insektsart som beskrevs av Ian A. Hood 1924. Elaphrothrips parallelus ingår i släktet Elaphrothrips och familjen rörtripsar. Inga underarter finns listade i Catalogue of Life.